# 국제 야구 연맹
국제 야구 연맹(영어: International Baseball Federation, IBAF)은 1938년에 설립된 세계 각국의 야구 협회가 가맹하고 있는 야구 국제 단체이다.
국제 야구 연맹에는 118개국이 가맹하고 있다. 그리고 대륙별로도 연맹이 조직되어 있어 있으며, 다음과 같이 소속되어 있다.
- 아프리카 야구·소프트볼 협회(ABSA) - 17개국
- 팬아메리칸 야구 연맹(COPABE, 스페인어: Confederación Panamericana de Béisbol) - 27개국
- 아시아 야구 연맹 (BFA) - 21개국
- 유럽 야구 연맹 (CEB, 프랑스어: Confédération Européenne de Baseball) - 39개국
- 오세아니아 야구 연맹 (BCO) - 14개국

## 역대 회장
- 레슬리 만 (미국): 1938년
- 하이메 마리네 (쿠바) 1939년 ~ 1943년
- 호지 레예스 (멕시코): 1944년 ~ 1945년
- 파블로 모랄레스 (베네수엘라): 1946년 ~ 1947년
- 찰레 페레이라 (니카라과) 1948년 ~ 1950년
- 파블로 모랄레스 (베네수엘라): 1951년 ~ 1952년
- 카를로스 M. 섹사 (코스타리카) 1953년 ~ 1968년
- FIBA: 유안 이사 (네덜란드령 안틸레스) 1969년 ~ 1975년 (FIBA 에서는 1973년 ~ 1975년)
- FEMBA: 윌리엄 페링 (미국) 1973년 ~ 1974년
- FEMBA: 카를로스 J. 가르시아 (니카라과) 1975년
- 마누엘 곤잘레스 구에라 (쿠바) 1976년 ~ 1979년
- 로버트 E. 스미스 (미국) 1981년 ~ 1993년
- 알도 노타리 (이탈리아) 1993년 ~ 2006년
- 하비 실러 (미국) 2007년 ~ 2009년
- 리카르도 프라카리 (이탈리아) 2009년 ~ 현재

## 같이 보기
- 세계 야구 소프트볼 연맹(WBSC)
  - WBSC 프리미어 12
- 월드 베이스볼 클래식(WBC)
- 야구 월드컵
- 대륙간컵
- 세계 청소년 야구 선수권 대회
- 아시아 야구 연맹(BFA)
- IBAF 랭킹